# Protokol (zápis)
Protokol (z řec. slova protokolos, znamenajícího „po sobě jdoucí“) je zápis úředního[zdroj⁠?!] jednání, zachycuje jednotlivé úkony nebo průběh celého jednání, aby mohlo být s časovým odstupem věrně rekonstruováno v jaké úřední věci, co přesně a s jakými účastníky se odehrálo. Písemná protokolace se proto používá tehdy, není-li možné pořídit záznam na elektronické datové médium. Protokoly využívají ve svém jednání soudy, správní nebo finanční úřady, policie apod., o méně důležitých skutečnostech se ale pořizuje pouze úřední záznam do spisu.

## Protokoly u českých soudů
V civilním soudnictví se protokol používá pro zachycení průběhu soudního jednání, včetně provádění dokazování a vyhlašování rozhodnutí, a to tehdy, není-li o něm možné pořídit zvukový nebo zvukově obrazový záznam. Obdobně to platí i pro správní soudnictví. Písemný protokol se ale sepisuje vždy o uzavření smíru nebo uznání nároku před vydáním rozsudku pro uznání. Kromě soudního jednání lze v protokolu zachytit i jednotlivé úkony účastníků řízení, jako je podání opravného prostředku, udělení plné moci nebo i podání návrhu na zahájení řízení v některých nesporných řízeních. Protokoluje se také např. soupis pozůstalosti, zjištění obsahu závěti nebo provedení dražby. Pro trestní soudnictví platí, že písemný protokol se na základě zvukového záznamu o hlavním líčení nebo o veřejném zasedání vyhotovuje v zásadě jen tehdy, trvá-li na tom některá ze stran nebo je-li proti rozhodnutí podán opravný prostředek. V opačném případě protokolující úředník pořídí pouze stručný záznam.
Protokol obsahuje označení soudu a projednávané věci, datum a čas, identifikaci přítomných účastníků, vylíčení průběhu jednání včetně dokazování, výpovědí a návrhů účastníků, výroky přijatých rozhodnutí, poučení poskytnutá účastníkům a jejich vyjádření, zda se vzdávají práva odvolání, případně i potvrzení o doručení rozhodnutí. Protokol podepisuje předseda senátu (samosoudce) a zapisovatelka, týká-li se provedený úkon určité osoby, pak také ona. Předseda senátu rozhoduje o případných návrzích na doplnění nebo o námitkách proti jeho obsahu a opravuje v něm také zřejmé písařské chyby a jiné nesprávnosti. Zvláštností je protokol o hlasování, který je stejně jako toto hlasování tajný. Kromě rozhodované věci se v něm uvádí jednotlivá hlasování a jejich výsledek, člen senátu, který byl přehlasován, zde může své odlišné stanovisko stručně odůvodnit. Podepisují jej všichni soudci a zapisovatelka, poté je zalepeno a opatřeno kulatým razítkem soudu. Obálku smí otevřít jen nadřízený soud, který rozhoduje o opravném prostředku proti přijatému rozhodnutí.